# Forza Motorsport 2
Forza Motorsport 2 est un jeu vidéo développé par Turn 10 et édité par Microsoft Game Studios. Il s’agit d'un jeu de course sur Xbox 360 sorti le 24 mai 2007 au Japon, puis le 29 en Amérique du Nord, et le 6 juin en Europe. Il est la suite de Forza Motorsport sorti en mai 2005 sur Xbox. Le jeu s'est vendu à 4 millions d'exemplaires.

## Système de jeu
Forza Motorsport 2 est un jeu de course. Il propose 306 véhicules et 12 circuits déclinés de différentes façons (inversés, coupés, rallongés...). 
La particularité principale du jeu est que chaque véhicule peut être personnalisé de façon très précise : il est possible de modifier en profondeur les différents composants du moteur afin d'améliorer les performances et de transformer votre voiture graphiquement parlant, avec l'ajout de nombreux dessins et logos sur la carrosserie. Un système d'enchères fonctionnant grâce au Xbox Live permet aux joueurs d'échanger leurs créations.
Une autre particularité qui apporte du réalisme au jeu : la gestion des dégâts. Plusieurs modes sont disponibles, de la gestion de type « simulation » où les dégâts peuvent affecter aussi bien la carrosserie que le moteur de la voiture, à la gestion de type « limité » où les dégâts sont simplement visibles mais n'affectent pas les performances. Cependant, on ne peut pas désactiver les dégâts visuels et il est impossible de détruire totalement la voiture : le moteur n'explose pas, les roues ne se détachent pas, etc.
Un troisième point à propos du poids de la physique sur le gameplay. Lors de sa sortie, il est considéré comme le plus réaliste pour un jeu vidéo se jouant à la manette sur console. De plus, il est possible de troquer la manette de jeu traditionnelle pour un volant sans fil Wi-Fi à retour de force.
Au niveau de la présentation des menus et des modes de jeu, ceux-ci sont quasiment semblables à ceux de Forza Motorsport. Seuls les modes « Autocross », « Sur section » et « Entraîner Drivatar » (on peut toujours engager un pilote mais plus l'entraîner) ont disparu.
Parmi les circuits disponibles, on peut trouver, entre autres (voir plus loin), de vrais tracés comme le Nürburgring, le Circuit de Silverstone, celui de Tsukuba ainsi que le fameux Mazda Raceway Laguna Seca. Une grande partie d'entre eux étaient déjà présents dans le premier opus.
Enfin, il est le premier jeu à proposer la Peugeot 908 HDI FAP (disponible en téléchargement après la sortie).

### Classes
Les voitures sont désormais classées en 10 classes différentes (le fait d'améliorer une voiture peut la faire monter de classe) :
- D : c'est la classe des voitures de série standard, on y trouve par exemple, la Buick Regal GNX et la Volkswagen Beetle.
- C : elle est constituée de voiture de sport de série, parmi d'autres, la BMW M3 E36 ou la Volvo S60 R.
- B : elle regroupe des voitures de sport de série performantes, comme l'Opel Speedster Turbo, la Ferrari 512 TR et la Lotus Esprit V8.
- A : classe des voitures de série de sport et de luxe offrant des performances élevées, telles la Corvette Z06 et la Lamborghini Countach LP5000QV.
- S : ce sont des voitures de série, rares, avec de hautes performances, comme la Porsche Carrera GT ou la Ferrari F40.
- U : classe "Unlimited" comportant les voitures les plus rares et les plus puissantes du monde, il y a la TVR Cerbera Speed 12 et la Chrysler ME-412.
- R4 : voitures de série modifiées, assez radicalement, en voiture de course. Notamment, la Cusco Subaru Advan Impreza (Subaru Impreza préparée pour le Super GT).
- R3 : voitures de course spécialement préparées proposant de très bonnes performances, par exemple la Dodge Viper GTS-R ou la Ferrari F430 GT.
- R2 : composée uniquement de voitures de course de très hautes performances, elle comprend la Mclaren F1 GTR et la Pagani Zonda GR.
- R1 : prototypes de course du type LMP1 comme la Porsche 962C ou la Toyota GT-One.

### Circuits
Le jeu comprend huit circuits réels, quatre imaginaires et deux circuits de test avec au total 47 configurations différentes.
Il existe deux circuits réels téléchargeables, les circuits réels sont :
- Tsukuba circuit
- Suzuka circuit
- Road Atlanta
- Mugello autodromo internazional
- Silverstone
- Sebring International Raceway
- Mazda Raceway Laguna Seca
- Nurburgring Nordschleife

Les circuits fictifs sont :
- Maple Valley
- Sunset Peninsula Infield
- New York circuit
- Nissan speedway
- Test Track Infield.

Les deux circuits téléchargeables sont :
- Twin Ring Motegi
- Road America.

## Différentes éditions
Lors de sa sortie, deux éditions de Forza Motorsport 2 étaient disponibles : 
- L'édition normale, composée du boîtier, du manuel d'utilisation, ainsi que du DVD du jeu.
- L'édition Collector, composé du boîtier, du manuel d'utilisation, du DVD du jeu, ainsi qu'un livret spécial de 156 pages contenant des astuces de pilotage et des infos sur les constructeurs présents, sur quelques voitures et sur le développement du jeu. Mais surtout, cette version permet d'obtenir quatre voitures supplémentaires : une Ferrari Challenge Stradale, une Ford Saleen Mustang S218E et la Subaru Impreza S204 et en bonus la Peugeot 908 HDI FAP #8 (il existe une autre version Collector, notamment au Canada, qui n'offrait pas la Peugeot mais qui, en la précommandant auprès de certaines boutiques en ligne, donnait accès à une Nissan Fairlady Z Custom Edition).
- Il existe également une version bundle copy, vendue uniquement avec une console Xbox 360. Cette version est identifiable par le bandeau jaune imprimé sur la jaquette, la couleur blanche du disque, ainsi que le sigle "Bundle Copy" imprimé dessus.

Il y a 2 packs comprenant le jeu : 
- - Édition Limitée Forza Motorsport 2 au prix de 440 euros (Bundle Copy : jeu, jaquette et manuel inclus)[3]
  - Value Pack Viva Piñata / Forza Motorsport 2 (Bundle Copy : Les 2 jeux dans un même boitier, manuel de Viva Piñata inclus / manuel de Forza 2 non inclus).
- Le jeu est également vendu dans la collection Classics.

## Musique
| - Mike Caviezel -"Forza 2 Movie theme" - Junkie XL -"Forza 2 Startup Song" - CSS -"Alala" ; "Off the Hook" - Goldfrapp -"Beautifull" ; "Slide In" - Motor (Bryan Black & Olivier Grasset) -"Black Powder" - M.A.N.D.Y. vs Booka Shade -Body Language" - Grandaddy -"Elevate Myself" - Gnarls Barkley -"Gone Danny Gone" - Faithless -"Insomnia" - Natasha Bedingfield -"If Your're Gonna Jump" (Paul Oakenfold remix)" - Shy Child -"Break Your Neck" - The Crystal Method -"Bussy Child" ; "Roboslut" ; "Weapons of Mass Distortion" - Teddybears -"Cobrastyle" - The Chemical Brothers -"Come Inside" - Andy Hunter -"Come On" - Kill Memory Crash -"Crash V8" - N.E.R.D. -"Rock Star (Jason Nevins Remix edit)" - LCD Soundsystem -"Disco Infiltrator" ; "On Repeat (XFM Session)" | - The Pinker Tones -"Karma Hunters" ; "Sonido Total" - Beamish & Fly -"Lead Head" - Orbital -"Nothing Left" - P.O.D. -"Lights Out" - Rick Smith /Karl Hyde -"Lenny Penne" - Bloc Party -"Positive Tension" - Benny Benassi -"Put Your Hands Up" - The Rogue Element -"Rogue Rock" - Sister Machine Gun -"Sink" - Basic Perspective -"Small Step On The Other Side" - Apollo 440 -"solid rock Razor Steele" ; "Rollin Down the Highway" - The Prodigy -"Spitfire" - Dj Mark Campbell -"Stinger" ; "Truckers Choice" - Paul Oakenfold -"Switch On" (feat. Ryan Tedder of OneRepublic)" - Tom Cloud -Told You So - Jane Fontana - What You Want... - Mr. Quintron -Witchin the club |  |